# Ligota (powiat łaski)
Ligota – wieś w Polsce położona w województwie łódzkim, w powiecie łaskim, w gminie Widawa.
W latach 1975–1998 miejscowość należała administracyjnie do województwa sieradzkiego.
Wieś leży przy trasie Widawa – Zduńska Wola. W parku zachował się dworek z 1911 r. zbudowany przez Tomasza Stożkowskiego w kształcie litery L. Murowany, jednopiętrowy, częściowo podpiwniczony, z werandą i tarasem od strony drogi. Dach dwuspadowy kryty papą. Wewnątrz zachowały się 2 dawne piece. Od 1945 r. do likwidacji dwór był własnością PGR.
W Ligocie urodził się Stanisław Wyganowski, polski ekonomista i urbanista, w 1990 wojewoda warszawski, w latach 1990–1994 prezydent m.st. Warszawy.